# Frédéric de Lafresnaye
Nöel Frédéric Armand André de Lafresnaye, Barão de Lafresnaye (24 de Julho de 1783 — 14 de Julho de 1861) foi um colecionador e ornitólogo francês.
Lafresnaye nasceu numa família da aristocracia, no castelo de La Fresnaye em Falaise. O seu interesse em história natural revelou-se cedo, com o gosto pela entomologia.
Lafresnaye descreveu inúmeras espécies de aves, algumas em parceria com Alcide Dessalines d'Orbigny. Ao longo da sua vida, acumulou cerca de 8000 exemplares na sua colecção particular. Depois da sua morte, o seu espólio foi adquirido pelo Museu de História Natural de Boston.
O beija-flor Lafresnaya lafresnayi foi baptizado em sua honra.